# Tumhari Paakhi
Tumhari Paakhi (तुम्हारी पाखी), también distribuida en inglés como Your Paakhi, es una telenovela india transmitida por Life OK desde el 11 de noviembre de 2013 hasta el 21 de noviembre de 2014. Fue producida por Shashi Sumeet Productions, basándose en la novela Naba Bidhan de Saratchandra Chattopadhyay, que en esta ocasión fue representada y protagonizada por Shraddha Arya y Mohammed Iqbal Khan.

## Sinopsis
Anshuman es un reconocido y exitoso empresario que después de la muerte de su esposa quiere rehacer su vida, aunque el destino tiene para él otros planes. Paakhi, su esposa hermosa y alegre, aún mantiene vivo el recuerdo de esa unión, pero él no la quiere, tiene un nuevo compromiso con una adinerada joven y buscará divorciarse al costo que sea. Para no ser desprestigiado ante la sociedad, trata de manipular a Paakhi para que ella sea quien decida dejarlo. Ella será sometida a duras pruebas que resistirá con ingenio y temple para ganarse un lugar en el corazón de su esposo. Anshuman caerá en su propia trampa y no es indiferente ante la dulzura y belleza de Paakhi, será capaz de reconocer su amor. Después de darse cuenta de su error decide ir en busca de su esposa. Cuando llega a la casa de los tíos de Paakhi se entera de que ella no les ha dicho que Anshuman la ofendió. Mientras tanto Paakhi decide no hablarle pero Anshuman hará todo lo posible para que lo perdone.

## Reparto
- Shraddha Arya como Paakhi Anshuman Rathore.
- Mohammed Iqbal Khan como Anshuman Rathore / Aryamann Rathore.
- Varun Badola como Veer Pratap Singh.
- Sachin Shroff como Girish.
- Rukhsar Rehman  como Lavanya.
- Divyam Dama como Ayaan Anshuman Rathore.
- Madhura Naik como Tanya Rana.
- Vijay Kalvani como Ashok.
- Tej Sapru como Rana.
- Pushkar Goggiaa como Prithvi.
- Indraneil Sengupta como Rohan.
- Vijayendra Kumeria como Vikram.
- Parakh Madan como Suman.
- Anita Raj como Anuja.
- Jasmine Avasia como Riya.

## Emisión internacional
- Ecuador: Oromar Televisión (2018-2019) como Tumhari Pakhi: Marcada por el destino.
- Estados Unidos: Pasiones (2019) como Tumhari Pakhi.
- Indonesia: ANTV como Paakhi.
- Perú: Panamericana Televisión (2017-2018; 2019) como Tumhari Pakhi: Marcada por el destino.
- Puerto Rico: Pasiones (2019) como Tumhari Pakhi.
- Rumania: Pro 2 como În așteptarea dragostei.
- Tailandia: Bright TV como อุบัติรัก นิรันดร